# Maxillaria arachnitiflora
Maxillaria arachnitiflora är en orkidéart som beskrevs av Oakes Ames och Charles Schweinfurth. Maxillaria arachnitiflora ingår i släktet Maxillaria och familjen orkidéer. Inga underarter finns listade i Catalogue of Life.